# Žacléř
Žacléř (Duits: Schatzlar, voorheen ook Bernstadt) is een Tsjechische stad in de regio Hradec Králové, en maakt deel uit van het district Trutnov (Trautenau). Žacléř telt 3660 inwoners. Het stadje is geliefd onder toeristen, met name voor wintersport in het Reuzengebergte. Tot 1946 en de verdrijving van Duitsers na de Tweede Wereldoorlog, bestond de meerderheid van de bevolking uit Sudeten-Duitsers. In 1900 ontstond voor de Tsjechische minderheid een "nationaal huis", in 1931 ook een Tsjechische school, die vanaf 1938 na de annexatie van het Sudetenland door nazi-Duitsland tot 1945 wederom uitsluitend Duitstalig onderwijs bood.
In februari 2010 werd in het gehucht Bobr (Bober) nabij het stadje een 29-jarige Nederlandse toerist door twee andere toeristen vermoord.

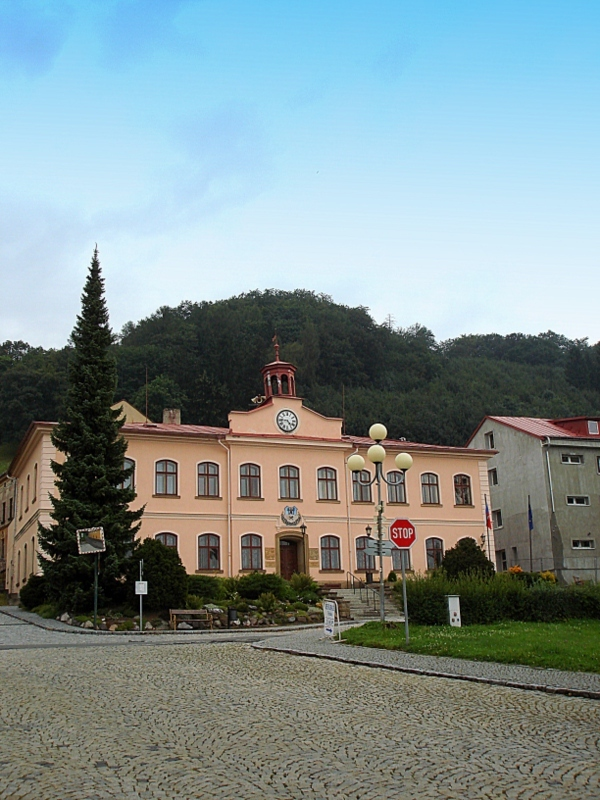
Stadshuis

Batňovice ·
Bernartice ·
Bílá Třemešná ·
Bílé Poličany ·
Borovnice ·
Borovnička ·
Čermná ·
Černý Důl ·
Dolní Branná ·
Dolní Brusnice ·
Dolní Dvůr ·
Dolní Kalná ·
Dolní Lánov ·
Dolní Olešnice ·
Doubravice ·
Dubenec ·
Dvůr Králové nad Labem ·
Hajnice ·
Havlovice ·
Horní Brusnice ·
Horní Kalná ·
Horní Maršov ·
Horní Olešnice ·
Hostinné ·
Hřibojedy ·
Chotěvice ·
Choustníkovo Hradiště ·
Chvaleč ·
Janské Lázně ·
Jívka ·
Klášterská Lhota ·
Kocbeře ·
Kohoutov ·
Královec ·
Kuks ·
Kunčice nad Labem ·
Lampertice ·
Lánov ·
Lanžov ·
Libňatov ·
Libotov ·
Litíč ·
Malá Úpa ·
Malé Svatoňovice ·
Maršov u Úpice ·
Mladé Buky ·
Mostek ·
Nemojov ·
Pec pod Sněžkou ·
Pilníkov ·
Prosečné ·
Radvanice ·
Rtyně v Podkrkonoší ·
Rudník ·
Stanovice ·
Staré Buky ·
Strážné ·
Suchovršice ·
Svoboda nad Úpou ·
Špindlerův Mlýn ·
Trotina ·
Trutnov ·
Třebihošť ·
Úpice ·
Velké Svatoňovice ·
Velký Vřešťov ·
Vilantice ·
Vítězná ·
Vlčice ·
Vlčkovice v Podkrkonoší ·
Vrchlabí ·
Zábřezí-Řečice ·
Zdobín ·
Zlatá Olešnice ·
Žacléř